# Drosophor
Ein Drosophor (griech.: Staubspritze) war ein Zerstäubungsapparat für Flüssigkeiten.
Ein Drosophor wurde beispielsweise dazu verwendet, Zimmerpflanzen zu befeuchten. Es bestand aus einem senkrechten Steigrohr und einem horizontalen Blasrohr. Durch Blasen in das waagerechte Rohr wurde die Flüssigkeit im Steigrohr angesaugt und zerstäubt. Ähnlich arbeitet ein Rafraîchisseur.